# Moul of Eswick
Moul of Eswick est un cap du Royaume-Uni situé dans les Shetland, sur l'île de Mainland.